# TNFAIP8
TNFAIP8‏ (TNF alpha induced protein 8) هوَ بروتين يُشَفر بواسطة جين TNFAIP8 في الإنسان.